# Jin deui
El jian dui es un tipo de pastel chino hecho de harina de arroz glutinoso recubierto con semillas de sésamo por fuera y crujiente y masticable. Su interior es bastante hueco, provocado por la expansión de la masa, y se rellena normalmente con pasta de semilla de loto (蓮蓉) o alternativamente con pasta de judía negra dulce (dousha, 豆沙), y menos comúnmente con pasta de judía roja (hong dousha, 紅豆沙).
Según la región y la zona cultural, el jian dui se conoce como matuan (麻糰) en el norte de China, ma yuan (麻圆) en el noreste de China, y jen dai (珍袋) en Hainan. En los restaurantes y panaderías chino-estadounidenses se conocen como bolas de semilla de sésamo.

## Origen
Los orígenes del jian dui se remontan a la dinastía Tang como una comida palaciega en Changan, conocida como ludeui (碌堆). Esta receta también fue mencionada en un poema del poeta de la época Wang Fanzhi. Con la migración de mucha gente del centro al sur de China, el jian dui viajó y se convirtió así en parte de la cocina del sur del país.

## Variantes regionales

### China
En Hong Kong es uno de los pasteles más comunes. También puede encontrarse en la mayoría de las panaderías de barrios chinos del extranjero.

### Indonesia
En la cocina indonesia se llama onde-onde y se rellana con pasta de frijol chino endulzada.

### Malasia
En Malasia se denomina kuih bom y suele rellenarse con coco rallado endulzado o frutos secos. Ocasionalmente puede rellenarse con pasta de judía roja.

### Vietnam
En Vietnam existen dos platos muy parecidos llamados bánh cam (del sur del país) y bánh rán (del norte), teniendo ambos un relleno algo más seco hecho de pasta de frijol chino endulzada. El bánh rán se aromatiza con esencia de flor de jazmín (llamada mali en tailandés).
El bánh rán puede ser dulce o salado. El dulce se rellena con frijol chino. El salado con carne picada, vermicelli de casava, champiñón y diversos otros ingredientes típicos vietnamitas. Suele servirse con verdura y salsa para mojar.

### Filipinas
En la Filipinas el jin deui se denomina buchi (filipino: butsi).